# Storträsket (sjö i Korsholm, Österbotten)
Storträsket är en sjö i kommunen Korsholm i landskapet Österbotten i Finland. Sjön ligger 2,8 meter över havet. Arean är 37 hektar och strandlinjen är 6,71 kilometer lång. Sjön  ingår i södra delen av Norra Kvarken.   Den ligger omkring 27 kilometer nordväst om Vasa och omkring 390 kilometer nordväst om Helsingfors. 